# Gymnasium am Moltkeplatz

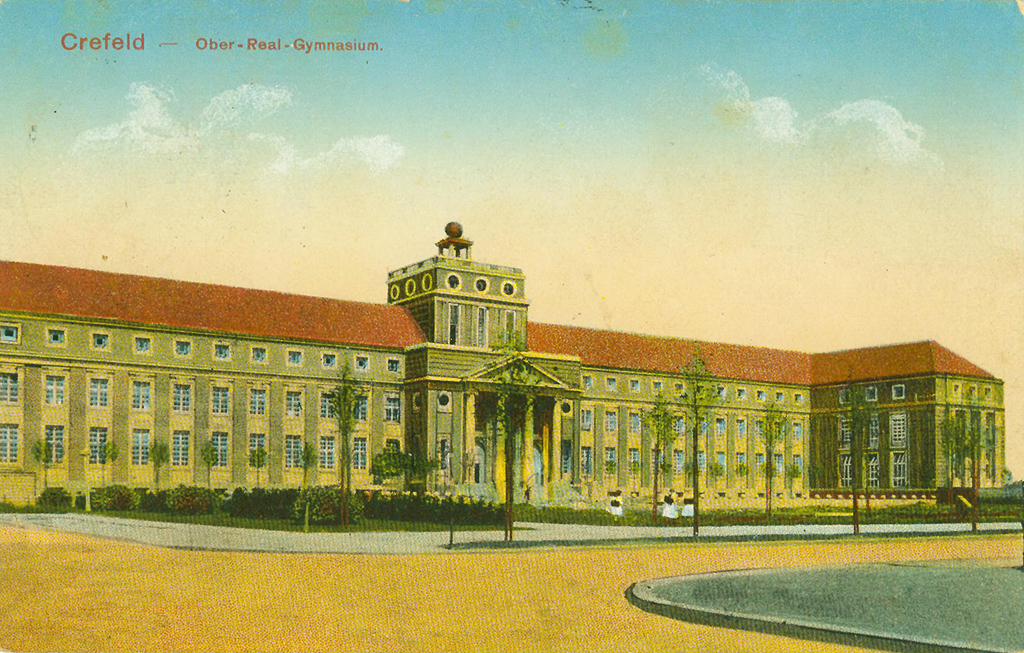
Ober-Real-Gymnasium um 1910

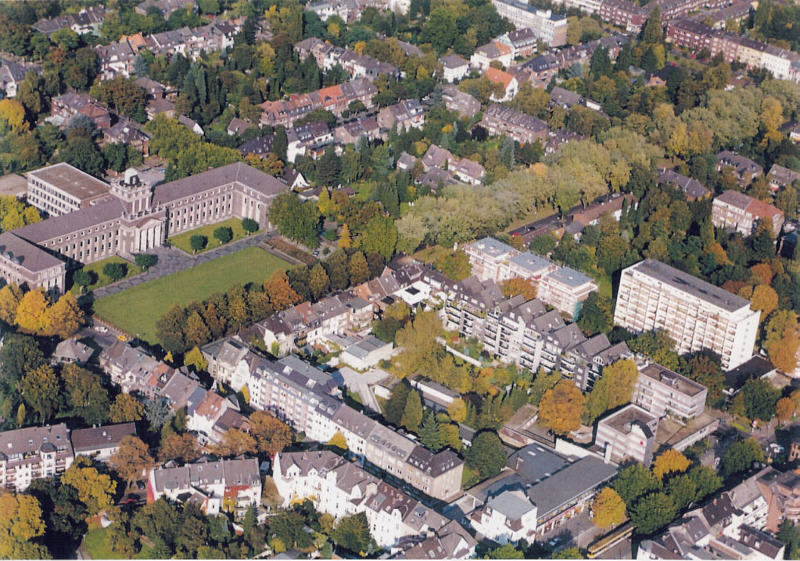
Luftaufnahme der Gebäudeanlagen

Das Gymnasium am Moltkeplatz, umgangssprachlich als das „Moltke“ bezeichnet, im Ortsteil Cracau von Krefeld wurde 1819 gegründet und ist ein städtisches Gymnasium für Jungen und Mädchen.

## Geschichte
Zur Vorgeschichte des ältesten Gymnasiums der Stadt gehört die erste Krefelder Lateinschule mit Ursprung im 17. Jahrhundert. Als Gründungsdatum der aus der reformiert-protestantischen Gemeinde initiierten höheren Stadtschule gilt der 1. Oktober 1819, als „sang- und klanglos“ das erste Schulhaus, das vormalige Unterpräfekturgebäude, bezogen wurde. Die Initiatoren waren etwa 30 reiche Krefelder Familien. Die Schule aus öffentlichen Mitteln zu finanzieren und damit als Einrichtung für jedermann bereitzustellen, lehnte der Landrat mit dem Bemerken ab, „die Unbemittelten (brächten) ihre Kinder lieber an den Spultisch als an den Schultisch …, und sich selbst zum Besten der Schule zu besteuern, seien die vermögenden Bürger gar nicht geneigt“. Die erforderlichen Mittel wurden nun in passender Auslegung des Testaments der von dem Tabakhändlererben und Privatier Adolf Wilhelm Scheuten begründeten „Scheutenschen Stiftung“ durch diese aufgebracht. 1860 wurde die Stiftungsschule als städtische Realschule übernommen und entwickelte sich zum Realgymnasium. 1926 wurde die Institution zum Realreformgymnasium.
Nach 1933 wurde die Schule im Sinne des Nationalsozialismus nach zwei Krefelder „Fliegerassen“ des Ersten Weltkriegs und ehemaligen Schülern, Emil Schäfer und Werner Voß, in „Schäfer-Voss-Schule“ umbenannt. Nach dem Ende des Nationalsozialismus verlor sie diese Bezeichnung wieder und erhielt den heutigen Schulnamen. Das schulische Profil war nun das eines neusprachlichen Gymnasiums mit altsprachlichem Zweig.

## Architektur
Das Gymnasium befindet sich seit 1915 in einem symmetrisch angelegten Altbau im Stil eines gemäßigten Klassizismus, der aufgrund der Architektur ausreichend Platz bietet und zu den interessanten Gebäuden der Stadt zählt. Der Entwurf des Gebäudes stammte von August Biebricher. Die allegorischen Statuen über dem Portal wurden vom Bildhauer Peter Stammen geschaffen. Im Zweiten Weltkrieg wurde in der Nacht vom 2. Oktober 1942 der Ostflügel des Schulgebäudes schwer beschädigt. Heute steht das Gebäude unter Denkmalschutz.

## Schulangebot

### Sprachangebot
Das Unterrichtsangebot der Schule umfasst die Sprachen Latein, Englisch, Französisch, Spanisch und Niederländisch.

### Schulaustauschprogramme
- Marvin Ridge High School, Charlotte (USA)
- Norton Knatchbull School, Ashford (England)
- Liceum Ogolnoksztalcace, Krakau (Polen)

## „Moltke für Afrika“ (MfA)
1998 wurde von Schülerinnen und Schülern die Arbeitsgruppe „Moltke für Afrika“ gegründet, in dem sich Schüler, Lehrer und Eltern mit Spendensammlungen im Rahmen der Äthiopienhilfe „Menschen für Menschen“ von Karlheinz Böhm engagieren. Im Osten des Landes entsteht dort die „Moltke School for Africa“. Die hierfür erforderliche Summe von 50.000 Euro wurde bereits gesammelt. Inzwischen konnten über 100.607 Euro für diverse Hilfsprojekte gesammelt werden.
Ursprünglich hatte Karlheinz Böhm 1992 die Schule besucht und zu den Missständen zwischen Arm und Reich vorgetragen.
2000 besuchte seine Frau Almaz Böhm erstmals die 1998 gegründete Arbeitsgemeinschaft und im Dezember 2004 erneut, diesmal gemeinsam mit ihrem Mann. 2005 ging aus der Arbeitsgemeinschaft der heutige Verein „Moltke-Schüler für Afrika e. V.“ hervor.

## Bekannte Schulangehörige

### Lehrer
- Emil Feinendegen, Regionalhistoriker
- Reinhard Feinendegen, Regionalhistoriker
- Hugo Hammans, Entwicklungshelfer und Politiker
- Karl-Heinz Hansen, Publizist und Politiker
- Helmut Jendreiek, Germanist, Literaturwissenschaftler
- Eduard Schauenburg, Direktor 1866–1897, Sachbuchautor
- Gustav-Adolf Wolter, Direktor 1947–1971, Sachbuchautor
- Karl Rembert, Museumsleiter in Krefeld

### Schüler
- Wolf-Rüdiger Bretzke, Logistikwissenschaftler
- Caroline Casaretto, Hockeynationalspielerin (Crefelder HTC)
- Wolfgang Dreßen, Politikwissenschaftler
- Rudiger Dornbusch, Professor für Makroökonomie am MIT
- Edmund Erlemann, sozial engagierter römisch-katholischer Priester, Propst des Mönchengladbacher Münsters und Gründer der Stiftung Volksverein
- Reinhard Feinendegen, Heimatforscher
- Johannes Floehr, Satiriker
- Kurt Feltz, Schlagertexter
- Wolfgang Hambüchen, Turntrainer
- Rudolf Hirsch, Schriftsteller
- Ralf Hütter, Musiker, Gründer der Gruppe Kraftwerk
- Michael Jürgs, Journalist
- Uwe Kiessler, Architekt und Hochschullehrer
- Heinar Kipphardt, Schriftsteller
- Frank Kirchhoff, Bundesligaspieler von Bayer Uerdingen
- Arnd Krüger, Olympiateilnehmer in der Leichtathletik, Sportwissenschaftler
- Michael Leisgen, Fotokünstler
- Herbert G. Mayer, Informatiker
- Ulrich F. Opfermann, Historiker, Autor
- Timur Oruz, Hockeynationalspieler
- Selin Oruz, Hockeynationalspielerin
- Kai-Uwe Ricke, ehem. Vorsitzender der Deutschen Telekom AG
- Emil Schäfer, bekannter Jagdflieger im Ersten Weltkrieg
- Bernd Scheelen, Politiker, MdB
- Jochen Urban, Ruderer
- Werner Voß, Jagdflieger im Ersten Weltkrieg, Mitglied der Jagdstaffel 11
- Norbert Waszek, Sozialwissenschaftler, Philosoph
- Niklas Wellen, Hockeynationalspieler (Crefelder HTC)